# Lüttich–Bastogne–Lüttich 1980
Lüttich-Bastogne-Lüttich 1980 war die 66. Austragung von Lüttich–Bastogne–Lüttich, eines eintägigen Straßenradrennens. Es wurde am 20. April 1980, bei widrigen Wetterbedingungen, über eine Distanz von 244 km ausgetragen.
Das Rennen wurde von Bernard Hinault gewonnen.

## Teilnehmende Mannschaften
| Renault-Gitane Peugeor-Esso-Michelin IJsboerke-Warncke Eis | Boule d'Or-Sunair-Colnago La Redoute-Motobécane Safir-Ludo | Splendor-Admiral TI-Raleigh-Creda DAF Trucks-Lejeune | Bianchi-Piaggio Boston-IFI-Mavic Miko-Mercier-Vivagel | Puch-Sem-Campagnolo Gis Gelati Marc-Carlos-V.R.D.-Woningbouw |

## Rennverlauf und Wetterbedingungen
Die Bedingungen am Tag der Austragung waren aufgrund niedriger Temperaturen, Regen und Schnee unmenschlich. Nur 21 von ursprünglich 174 Startern erreichten das Ziel. Bereits bei Kilometer 130 hatten schon 114 Fahrer aufgegeben. Später bekam diese Austragung den Beinamen „Neige-Bastogne-Neige“ was übersetzt „Schnee-Bastogne-Schnee“ bedeutet.
Zwei Belgier, Rudy Pevenage und Ludo Peeters, griffen trotz der Umstände an und hatten an der Côte de Stockeu etwas mehr als 2 Minuten Vorsprung. Dahinter griffen Henk Lubberding, Silvano Contini, Dietrich Thurau und Bernard Hinault aus dem dezimierten Hauptfeld an. Hennie Kuiper konnte aufgrund eines Sturzes den Verfolgern nicht folgen. Bei der Côte de la Haute-Levée wurden die Spitzenreiter von den Verfolgern eingeholt und hier setzte Hinault zum erneuten Angriff an. Er wurde, 80 Kilometer vor dem Ziel, nicht mehr eingeholt. Er gewann mit einem Vorsprung auf den Zweiten Hennie Kuiper von 9 Minuten und 24 Sekunden.
Hinault fühlt bis heute an den beiden Zeigefingern, vermutlich aufgrund von Erfrierungen, diese unmenschlichen Bedingungen an diesem Tag.

## Ergebnis
| \| Gesamtwertung \| Gesamtwertung \| Gesamtwertung \| Gesamtwertung \| Gesamtwertung \| \| Fahrer \| Fahrer \| Land \| Team \| Zeit \| \| ------------- \| ----------------------- \| ------------- \| ---------------------- \| --------------- \| \| 1. \| Bernard Hinault \| Frankreich \| Renault-Gitane \| 7 h 01 min 42 s \| \| 2. \| Hennie Kuiper \| Niederlande \| Peugeot-Esso-Michelin \| + 9 min 24 s \| \| 3. \| Ronny Claes \| Belgien \| IJsboerke-Warncke Eis \| + 9 min 24 s \| \| 4. \| Alfons De Wolf \| Belgien \| Boule d'Or-Studio Casa \| + 10 min 34 s \| \| 5. \| Pierre Bazzo \| Frankreich \| La Redoute-Motobécane \| + 10 min 34 s \| \| 6. \| Ludo Peeters \| Belgien \| IJsboerke-Warncke Eis \| + 10 min 34 s \| \| 7. \| Herman Van Springel \| Belgien \| Safir-Ludo \| + 12 min 05 s \| \| 8. \| Guido Van Calster \| Belgien \| Splendor-Admiral \| + 12 min 35 s \| \| 9. \| Johan van der Velde \| Niederlande \| TI-Raleigh-Creda \| + 12 min 35 s \| \| 10. \| Eddy Schepers \| Belgien \| DAF Trucks-Lejeune \| + 12 min 35 s \| \| 11. \| Gilbert Duclos-Lassalle \| Frankreich \| Peugeot-Esso-Michelin \| + 12 min 35 s \| \| 12. \| Silvano Contini \| Italien \| Bianchi-Piaggio \| + 12 min 35 s \| \| 13. \| Henk Lubberding \| Niederlande \| TI-Raleigh-Creda \| + 16 min 03 s \| \| 14. \| Stefan Mutter \| Schweiz \| TI-Raleigh-Creda \| + 16 min 03 s \| \| 15. \| Pascal Simon \| Frankreich \| Peugeot-Esso-Michelin \| + 16 min 03 s \| \| 16. \| Jan Jonkers \| Niederlande \| Boston-IFI-Mavic \| + 17 min 59 s \| \| 17. \| Bert Oosterbosch \| Niederlande \| TI-Raleigh-Creda \| + 18 min 35 s \| \| 18. \| Paul Wellens \| Belgien \| TI-Raleigh-Creda \| + 18 min 35 s \| \| 19. \| Frits Pirard \| Niederlande \| Miko-Mercier-Vivagel \| + 18 min 35 s \| \| 20. \| Jean-Raymond Toso \| Frankreich \| Puch-Campagnolo-Sem \| + 24 min 06 s \| \| 21. \| Jostein Wilmann \| Norwegen \| Puch-Campagnolo-Sem \| + 27 min 00 s \| |                         |             |                        |                 |
| |                         |             |                        |                 |
| Quellen: ProCyclingStats Cycling Archives |                         |             |                        |                 |
| Gesamtwertung |                         |             |                        |                 |
| Fahrer | Fahrer                  | Land        | Team                   | Zeit            |
| 1. | Bernard Hinault         | Frankreich  | Renault-Gitane         | 7 h 01 min 42 s |
| 2. | Hennie Kuiper           | Niederlande | Peugeot-Esso-Michelin  | + 9 min 24 s    |
| 3. | Ronny Claes             | Belgien     | IJsboerke-Warncke Eis  | + 9 min 24 s    |
| 4. | Alfons De Wolf          | Belgien     | Boule d'Or-Studio Casa | + 10 min 34 s   |
| 5. | Pierre Bazzo            | Frankreich  | La Redoute-Motobécane  | + 10 min 34 s   |
| 6. | Ludo Peeters            | Belgien     | IJsboerke-Warncke Eis  | + 10 min 34 s   |
| 7. | Herman Van Springel     | Belgien     | Safir-Ludo             | + 12 min 05 s   |
| 8. | Guido Van Calster       | Belgien     | Splendor-Admiral       | + 12 min 35 s   |
| 9. | Johan van der Velde     | Niederlande | TI-Raleigh-Creda       | + 12 min 35 s   |
| 10. | Eddy Schepers           | Belgien     | DAF Trucks-Lejeune     | + 12 min 35 s   |
| 11. | Gilbert Duclos-Lassalle | Frankreich  | Peugeot-Esso-Michelin  | + 12 min 35 s   |
| 12. | Silvano Contini         | Italien     | Bianchi-Piaggio        | + 12 min 35 s   |
| 13. | Henk Lubberding         | Niederlande | TI-Raleigh-Creda       | + 16 min 03 s   |
| 14. | Stefan Mutter           | Schweiz     | TI-Raleigh-Creda       | + 16 min 03 s   |
| 15. | Pascal Simon            | Frankreich  | Peugeot-Esso-Michelin  | + 16 min 03 s   |
| 16. | Jan Jonkers             | Niederlande | Boston-IFI-Mavic       | + 17 min 59 s   |
| 17. | Bert Oosterbosch        | Niederlande | TI-Raleigh-Creda       | + 18 min 35 s   |
| 18. | Paul Wellens            | Belgien     | TI-Raleigh-Creda       | + 18 min 35 s   |
| 19. | Frits Pirard            | Niederlande | Miko-Mercier-Vivagel   | + 18 min 35 s   |
| 20. | Jean-Raymond Toso       | Frankreich  | Puch-Campagnolo-Sem    | + 24 min 06 s   |
| 21. | Jostein Wilmann         | Norwegen    | Puch-Campagnolo-Sem    | + 27 min 00 s   |